# Пермяков, Георгий Прокопьевич
Гео́ргий Проко́пьевич Пермяко́в (1894, Тюмень — 1965, Москва) — рабочий и солдат, участник Первой мировой войны, трижды Георгиевский кавалер. Активный участник революционных событий 1917 года и установления Советской власти в городе Тюмени, первый председатель большевистского Тюменского городского Совета (1918), арбитр Государственного арбитража СССР.

## Биография
Родился в 1894 году в Тюмени в семье рабочего.
С 11 лет работал в судоремонтных мастерских, а затем на Нижнеисетском заводе на Урале.
В 1915 году мобилизован на фронт Первой мировой войны. Награждён тремя Георгиевскими крестами, демобилизован по ранению.
В мае 1917 года вернулся в Тюмень и поступил библиотекарем в Народную публичную библиотеку им. А. С. Пушкина.
С августа 1917 года — член РСДРП(б), был избран в военную секцию Тюменского Совета рабочих и солдатских депутатов.
23-летний фронтовик стал лучшим пропагандистом большевиков, известным оратором Тюмени.
Получив из Петрограда сообщение об Октябрьской революции, Н. М. Немцов, И. И. Самойлов и Г. П. Пермяков организовали в начале декабря 1917 года большевистскую организацию, в которую записались 67 человек, первый партийный комитет которой состоял из пяти человек (Н. М. Немцов, И. И. Самойлов, Г. П. Пермяков, М. В. Шишков, А. А. Неверов).
20 января 1918 года его по предложению обновленный (большевистский) Тюменский Совет принял резолюцию о взятии власти Советом, с 23 января — председатель Совета.
В марте 1918 года передал полномочия председателя Н. М. Немцову, и по поручению партийной организации приступил к формированию частей Красной Армии — был назначен Тюменским губернским военным комиссаром, однако, 19 июня 1918 года был отстранён Военно-революционным штабом под руководством Г. А. Усиевича и А. И. Окулова.
В июле 1918 года участвовал в эвакуации советской власти из Тюмени при подступах чехословацкого корпуса, был на военной работе на Южном фронте.
После окончания Гражданской войны направлен в Сибирский революционный комитет.
В 1926 году направлен на учебу в Москву в Коммунистическую академию.
С 1927 года в Москве, работал в Народном комиссариате земледелия СССР, Министерстве сельского хозяйства СССР.
В 1950—1955 годах — государственный арбитр при Совете Министров СССР и Министерстве совхозов СССР.
Умер в 1965 году в Москве. Похоронен на Новодевичьем кладбище (Колумбарий, 126 секция).

## Библиофил
Собрал богатую коллекцию книг которую завещал городу Тюмени. «Коллекция Г. П. Пермякова» составляет основу — около половины книг редкого фонда Тюменской областной научной библиотеки им. Д. И. Менделеева, представляет собой 2607 экземпляров книг изданных с 1865 по 1965 годы, включающие издания русской и зарубежной литературы, книг по истории, литературоведению, искусству, философии, политике, военному делу и др.

## Память
Именем Г. П. Пермякова в 1966 году была названа улица в Тюмени.
В Нижневартовском районе одно из нефтяных месторождений названо Пермяковским.